# Return to Babylon
Pour plus de détails, voir Fiche technique et Distribution.
Return to Babylon (ou Babylon Revisited) est un film américain indépendant d'Alex Monty Canawati, avec Jennifer Tilly, dont le tournage a duré deux ans et la post-production quatre. Le film est sorti le 11 août 2013 aux États-Unis.

## Fiche technique
- Titre : Return to Babylon
- Réalisation : Alex Monty Canawati
- Scénario : Alex Monty Canawati, Bruce Pitzer et Stanley Sheff
- Photographie : Scott Dale et Cricket Peters
- Montage : Stanley Sheff
- Production : Maria Conchita Alonso et Stanley Sheff
- Société de production : Montebello Films et Ambeth Entertainment
- Pays :  États-Unis
- Genre : Biopic, comédie dramatique et historique
- Durée : 75 minutes
- Dates de sortie : 
  -  États-Unis : 11 août 2013

## Distribution
- Jennifer Tilly : Clara Bow
- María Conchita Alonso : Lupe Vélez
- Ione Skye : Virginia Rappe
- Debi Mazar : Gloria Swanson
- Tippi Hedren : Mrs. Peabody
- Rolonda Watts : Joséphine Baker
- Morganne Picard : Mabel Normand
- Brett Ashy : Fatty Arbuckle
- Paul Kent : Mack Sennett
- Michael Goldman : Adolph Zukor
- Marina Bakica : Alma Rubens
- Frank Infante : Dr. Feelgood
- Jack Atlantis : William Desmond Taylor
- Devora Lillian : Mary Miles Minter
- Laura Harring : Alla Nazimova
- Stanley Sheff : Douglas Fairbanks
- Alyson MacInnis : Norma Talmadge
- Alex Monty Canawati : Rudolph Valentino
- Adnan Taletovich : John Gilbert
- Alejandro Delgado : Harold Lloyd
- Jennifer Seifert : Pola Negri
- Marion Ramsey : La domestique de Barbara